# Kálium-perklorát
A kálium-perklorát (képlete: KClO4) a kálium perklórsavval alkotott sója. Színtelen, kristályos vegyület. Kristályai rombos szerkezetűek. Vízben kevéssé oldódik, 100 g vízben 25 °C-on 1,8 g, 100 °C-on 22 g oldódik fel. Erős oxidálószer, emiatt a pirotechnikában alkalmazzák.

## Kémiai és Oxidáló tulajdonságai
Levegőn állandó vegyület, viszont ha hevítik, oxigén fejlődése közben 400°C felett már enyhén kezd bomlani, de 500°C felett indul meg jobban a bomlása, ekkor elbomlik kálium-kloridra. A kálium-perklorát nagyon gyakori oxidálószer a pirotechnikában. A perklorát alapú összetétel általában kevésbé érzékeny, mint a klorát alapú, és a perklorátok kénnel és szulfidokkal együtt használhatók. Ezen okok miatt a kálium-perklorát sokkal előnyösebb a klorátok helyett. A KClO4 oxidálószer abban az értelemben, hogy exoterm módon juttatja át az oxigént az éghető anyagokba, nagymértékben megnövelve azok égési sebességét a levegőben lévőhöz képest. Oxidálószerként a kálium-perklorát biztonságosan használható kén jelenlétében, míg a kálium-klorát nem. A klorátok klórsavat termelnek, amely nagyon instabil, és a készítmény idő előtti meggyulladásához vezethet. Ettől eltérően a perklórsav alapú kálium-perklorát meglehetősen stabil. Tömény sósavat adva a kálium-perkloráthoz szabad szemmel látható semmilyen elszíneződés vagy reakció nem történik míg kálium-klorát és sok más klorát esetén klór szabadul fel és sárgás elszíneződés tapasztalható. Bizonyos redukálószereket mint a finom szemcsés magnézium por dörzsölés hatására is oxidálhat gyulladást okozva. A petárdákban használt villanópor kompozíciók általában 2-7 mikron közötti megfelelő finomságú alumíniumpor és kálium-perklorát keverékéből állnak amelynek erősebb kifejezetten nagy erejű változatai kevés relatív katalizáló anyagként kevés ként, ritkábban antimon-triszulfidot tartalmaznak. Ezt a keveréket, amelyet néha flash pornak is neveznek, földi és levegős tűzijátékokhoz is használják.

## Előállítása
A kálium-perklorát úgy állítható elő, hogy egy káliumsót, általában kálium-kloridot vagy forró oldott állapotban lévő kálium-klorátot nátrium-perkloráttal reagáltatunk. A kálium-perklorát alacsony oldhatósága miatt kicsapódik. A kálium-kloráttal történő reakció majd forrón való szűrés iparilag kedvezőbb mivel nem keletkezik nemkívánatos melléktermék mint a kloridok amik a perklorát előállítása során erősen károsítaná a platina vagy a sűrű béta struktúrájú ólom-dioxid elektródát. Fontos kritérium az előállítás folyamán hogy a perklorát sejt nem tartalmazhat kloridokat, ahogy kloridot tartalmazó klorát sejt sem lehet szennyezett perkloráttal. Különösen olyan anódok esetén amik csak klorát készítésére alkalmasak ha az oldatot visszaforgatjuk a termelésbe.

A kálium-perklorát kálium-klorát hevítésével állítható elő.
{\displaystyle \mathrm {2\ KClO_{3}\rightarrow KClO_{4}+KCl+O_{2}} }
{\displaystyle \mathrm {4\ KClO_{3}\rightarrow 3\ KClO_{4}+KCl} }
Ha a kálium-klorát oldatát platinaelektródon hűtés közben elektrolizálják, az anódon szintén kálium-perklorát képződik, viszont ezt a módszert ipari termelésre nem használják.

## Felhasználása
Mivel erős oxidálószer, a pirotechnikában, tűzijátékok készítésére használják. Felhasználható a kálium kimutatására is, mert rosszabbul oldódik vízben, mint más káliumvegyületek.